# Kalisz Pomorski (gemeente)
De gemeente Kalisz Pomorski is een stad- en landgemeente in powiat Drawski, woiwodschap West-Pommeren. Aangrenzende gemeenten:
- Drawsko Pomorskie, Wierzchowo en Złocieniec (powiat Drawski)
- Drawno en Recz (powiat Choszczeński)
- Dobrzany en Ińsko (powiat Stargardzki)
- Mirosławiec en Tuczno (powiat Wałecki)

Zetel van de gemeente is in de stad Kalisz Pomorski.
De gemeente beslaat 27,2% van de totale oppervlakte van de powiat.

## Demografie
De gemeente heeft 12,4% van het aantal inwoners van de powiat.

## Plaatsen
- Kalisz Pomorski (Duits Kallies, stad sinds 1303)

Administratieve plaatsen (sołectwo) van de gemeente Kalisz Pomorski:
- Biały Zdrój, Bralin, Cybowo, Dębsko, Giżyno, Krężno, Pepłówek, Pomierzyn, Poźrzadło Wielkie, Prostynia, Sienica, Stara Korytnica, Stara Studnica en Suchowo.

Zonder de status sołectwo : Borowo, Głębokie, Jasnopole, Jaworze, Karwiagać, Lipinki, Łowno, Pniewy, Poźrzadło Małe, Pruszcz, Siekiercze, Skotniki, Smugi, Ślizno, Tarnice, Wierzchucin.